# راکاری
راکاری (صربی: Rakari}} یک منطقهٔ مسکونی در صربستان است که در Mionica واقع شده‌است.